# Gilberto Martínez Vidal
Gilberto Martínez Vidal (Golfito, 1 de octubre de 1979) es un exfutbolista de nacionalidad costarricense, actualmente se desempeña cómo entrenador.

## Biografía
Gilberto Martínez inició su carrera profesional en las divisiones menores del Deportivo Saprissa de Costa Rica para después debutar en primera división con ese mismo equipo en el año 2000.
Es conocido como "Tuma". Se caracterizó por un juego de garra y coraje con buen juego aéreo, anticipación y velocidad, y se desempeñó por igual como zaguero o lateral, sin embargo al descender el Brescia fue colocado de medio defensivo.
El 3 de marzo de 2020 deja temporalmente su residencia en Roma por la Pandemia de COVID-19 en Italia ya que en esa época Costa Rica no tenía casos. Durante este año estuvo como invitado en diversos programas de fútbol en Costa Rica.

## Selección nacional
Participó en el mundial sub-20 de Nigeria en 1999. Debido a su excelente desempeño en el torneo local con su equipo el Deportivo Saprissa recibió su primera convocatoria a la selección mayor para enfrentar el repechaje eliminatorio y debutaría un 6 de enero de 2001 como titular, en el partido Costa Rica vrs Guatemala, cuyo resultado sería 5 a 2 y con ello la selección nacional de Costa Rica tendría acceso a la Hexagonal final de la Concacaf. Participaría durante la Hexagonal como titular en 9 de 10 partidos disputados, y sería partícipe de partidos históricos para la selección nacional de Costa Rica, como por ejemplo el triunfo que obtuvieron los ticos en el estadio azteca 2 a 1 frente a México, el gane 3 a 2 ante Honduras, en el estadio Tiburcio Carias, y el partido de la clasificación al mundial Corea y Japón 2002, ante los Estados Unidos. 
Durante todo este tiempo Martínez Vidal sería considerado como uno de los mejores jugadores de su país.Participó en la Copa Mundial de Fútbol de 2002, donde fue titular en los tres partidos de la fase de grupos del equipo de Alexandre Guimarães. Después de la participación en el mundial, se anunció la venta de Martinez al Brescia de Italia. En el equipo Italia llegó a consolidarse y llegar a ser el defensor, y capitán, al convertirse en el referente del equipo Biancoazzurri, luego de un gran temporada, en él Real Madrid  el gerente deportivo del Real Madrid, Arrigo Sacchi, en el partido en que su equipo recibirá al Inter de Milán por la liga italiana, le siguió de cerca, para en ese entonces llegar al cuadro blanco, jugar de central y por ambos laterales, una de las posiciones que más necesitaba reforzar el club blanco en ese entonces fue un punto determinante para ser considerado a llegar el equipo de los Galacticos, finalmente entre rumores de su llegada al cuadro Español acabó firmando con el AS Roma, donde nunca lograría llegar a consolidarse, sin tener ninguna participación con este equipo es devuelto al Brescia, donde vuelve a jugar después de estar más de un año inactivo. 
Participó en las eliminatorias para el mundial de Alemania 2006, donde jugó los 16 partidos y consiguió la clasificación a la justa mundialista. Poco tiempo antes de iniciar el campeonato del mundo, había sufrido una lesión en su equipo en Italia, se recuperó de la lesión, pero no al 100%, en el partido inaugural del Mundial frente Alemania sufriría una recaída de la lesión, lo que le obligó a salir del encuentro y posteriormente a quedar fuera del mundial. A partir de ese momento su carrera comenzó a verse disminuida, donde las constantes lesiones seguirían acompañándolo. Después de aquella participación en la inauguración del mundial de Alemania, volvería a ser convocado después de tres años a la selección nacional de su país para los partidos de repechaje contra Uruguay, pero lamentablemente en el primer partido de la serie disputado en el estadio Ricardo Saprissa en San José, Costa Rica, cerca del minuto 20 del primer tiempo, tendría que ser sustituido debido a una nueva lesión. 
En el partido de la inauguración del Estadio Nacional de Costa Rica (2011) frente a la selección de Argentina, sería el último partido que disputaría defendiendo los colores de la selección mayor de Costa Rica. A pesar de estos inconvenientes logró mantenerse durante casi 20 años jugando en varios equipos, en las diferentes categorías del fútbol italiano.

### Participaciones internacionales
| Evento                          | Sede           | Resultado        | Partidos | Goles |
| ------------------------------- | -------------- | ---------------- | -------- | ----- |
| Copa Uncaf 2001                 | Honduras       | Subcampeón       | 3        | 0     |
| Copa América 2001               | Colombia       | Cuartos de final | 3        | 0     |
| Copa de Oro de la Concacaf 2003 | Estados Unidos | Cuarto lugar     | 4        | 0     |

#### Participaciones en eliminatorias
| Eliminatoria               | Sede                | Resultado   | Partidos | Goles |
| -------------------------- | ------------------- | ----------- | -------- | ----- |
| Clasificación Mundial 2002 | Corea del Sur Japón | Clasificado | 10       | 0     |
| Clasificación Mundial 2006 | Alemania            | Clasificado | 16       | 0     |
| Clasificación Mundial 2010 | Sudáfrica           | Eliminado   | 1        | 0     |

#### Participaciones en Copas del Mundo
| Mundial           | Sede                | Resultado    | Partidos | Goles |
| ----------------- | ------------------- | ------------ | -------- | ----- |
| Copa Mundial 2002 | Corea del Sur Japón | Primera fase | 3        | 0     |
| Copa Mundial 2006 | Alemania            | Primera fase | 1        | 0     |

## Entrenador
El 18 de diciembre de 2020 fue anunciado como técnico del Municipal Grecia de la Primera División de Costa Rica, siendo este su debut en los banquillos. Sorpresivamente fue despedido el 24 de marzo de 2021 luego de 14 jornadas del Torneo Clausura 2021 (Costa Rica) dejando al club en octava posición, con buenas posibilidades de clasificar a los playoffs y un buen nivel de juego.
El 2 de julio de 2021 la Asociación Deportiva Barrio México comunica su contratación para el Torneo Apertura 2021 de Segunda División de Costa Rica, siendo esta su segunda experiencia como técnico.

## Clubes

### Como jugador
| Club                    | País       | Año       |
| ----------------------- | ---------- | --------- |
| Deportivo Saprissa      | Costa Rica | 1999-2002 |
| Brescia Calcio          | Italia     | 2002-2006 |
| AS Roma                 | Italia     | 2006-2007 |
| Brescia Calcio          | Italia     | 2007-2010 |
| Unione Calcio Sampdoria | Italia     | 2011      |
| Brescia Calcio          | Italia     | 2011-2013 |
| Unione Sportiva Lecce   | Italia     | 2013-2015 |
| AC Monza                | Italia     | 2015      |
| A.C.D. Nardò            | Italia     | 2015      |
| Audace Cerignola        | Italia     | 2016-2017 |
| F.C. Calcio Acri        | Italia     | 2017-2019 |

### Como entrenador
| Club             | País       | Año       |
| ---------------- | ---------- | --------- |
| Municipal Grecia | Costa Rica | 2021      |
| Barrio México    | Costa Rica | 2021-2022 |

## Palmarés

### Títulos nacionales
| Título      | Club    | País   | Año  |
| ----------- | ------- | ------ | ---- |
| Copa Italia | AS Roma | Italia | 2006 |

### Distinciones individuales
| Distinción                                        | Año  |
| ------------------------------------------------- | ---- |
| Once ideal histórico de Costa Rica según la IFFHS | 2021 |